# Данг (район)
Данг (неп. दाङ जिल्ला, [daŋ]) — район провінції Лумбіні, розташований у Внутрішньому Тераї на середньому заході Непалу. Долина Деухурі в районі є столицею провінції та є другою за величиною долиною в Азії, оточеною пагорбами Сівалік і хребтом Махабхарата. Штаб-квартира району Ґорахі є сьомим за величиною містом і найбільшим субметрополісним містом Непалу. Субметрополісне місто Тулсіпур, друге за величиною місто Данг, є великим транспортним вузлом із розгалуженою мережею доріг і повітря. Район займає площу 2955 кв км 2 і має населення 548 141 чоловік (перепис 2011).  
Район Данг активно досліджується археологами з 20-го століття завдяки відкриттю стародавніх скам’янілостей людиноподібних мавп і першої людини. Район вважається центром санскритської мови в Непалі та є домом для другого найстарішого університету Непалу, Непальського санскритського університету, який є єдиним санскритським університетом країни, а також Академії наук про здоров’я Рапті (RAHS), державного володів медичним коледжем провінції Лумбіні з прем'єр-міністром Непалу як канцлером. У районі Данг Деухурі є численні храми та гумби з пуранічними легендарними зв’язками з Махабгаратою, шиваізмом, шактизмом і Горакхнатхом, що робить його одним із найбагатших культурних об’єктів країни. 

## Історія

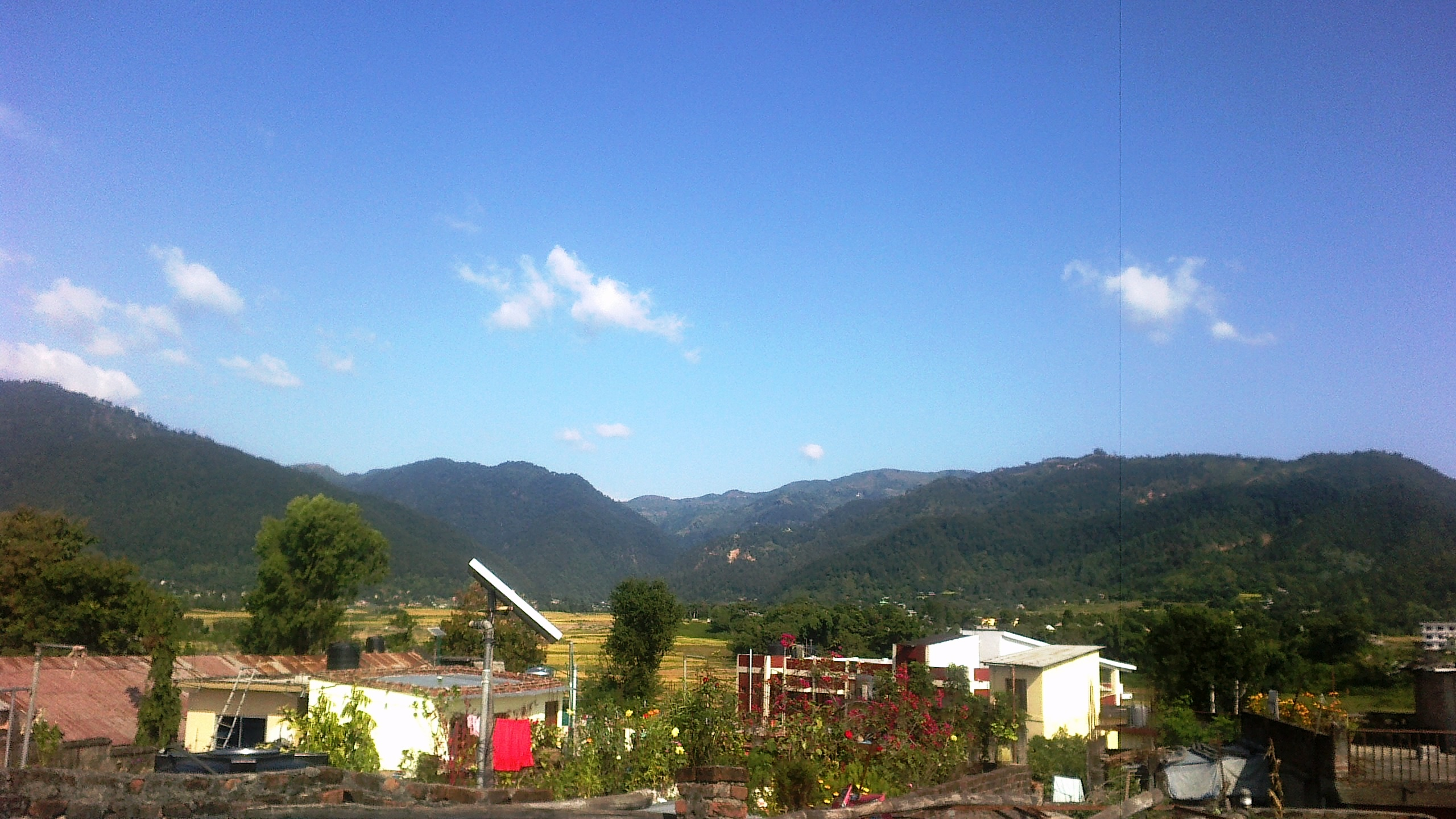
Навколишні пагорби Горахі, долина Данг

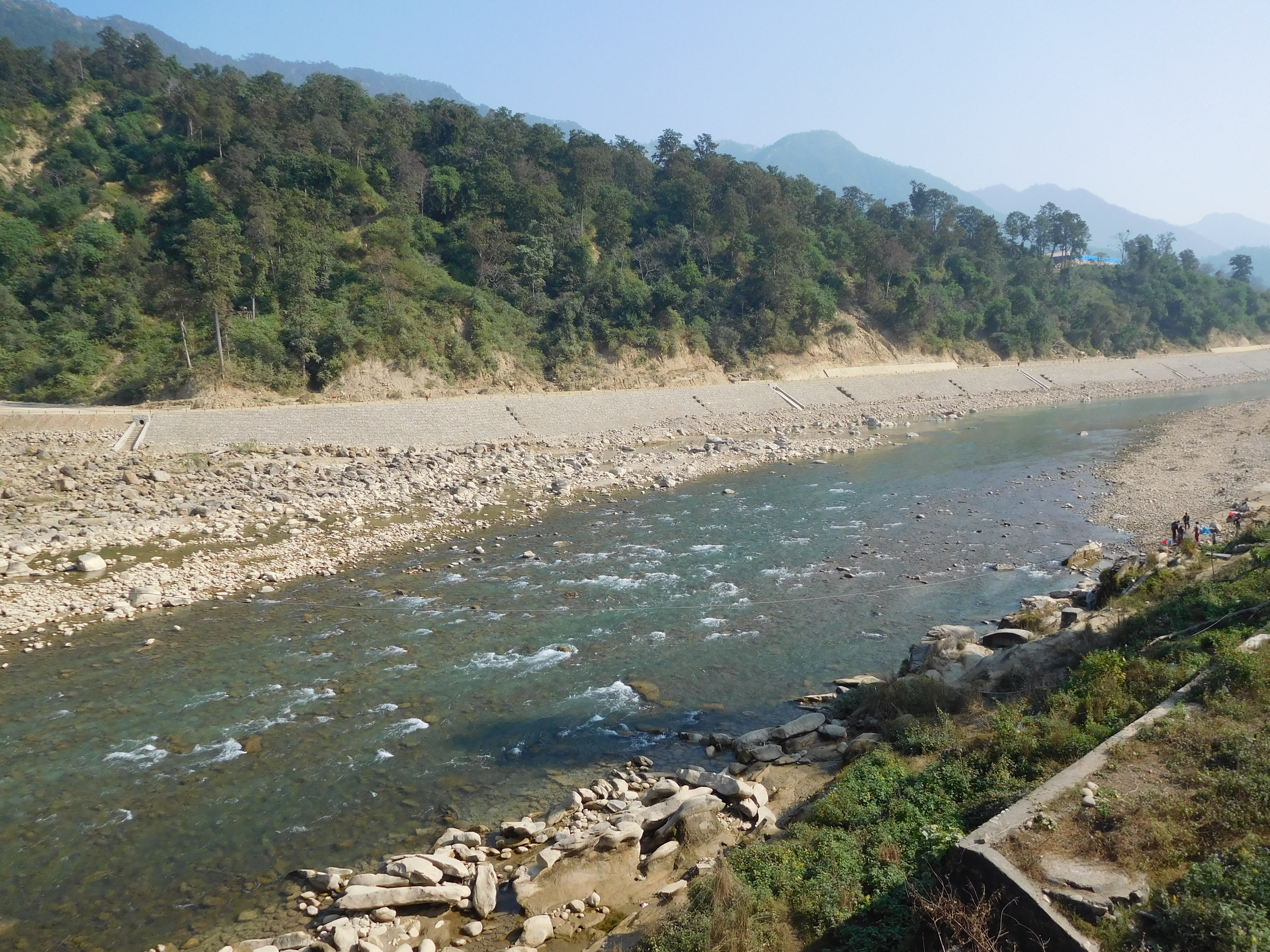
Палеолітичні артефакти (від 1,8 мільйона до 100 000 років тому) місце річки Бабай у долині Данг

Археологи вважають хребет Чурія дуже давнім, оскільки там існували сівапітеки, сполучна ланка між людиною та мавпою. Доісторичні дослідження долини Данг проводяться Університетом Трібхуван з 1966 року, включаючи геологічне дослідження долини Робертом М. Вестом з Американського музею природної історії та Департаменту шахт тодішнього уряду Його Величності Непалу з 1976 р., а також дослідження палеоліту Данга, проведене Університетом Ерлангена-Нюрнберга (Університет Фредріха Олександра), Німеччина в 1984 р., серед інших. Згідно з цими одночасними дослідженнями, долина Данг була озером приблизно 2,5-1 мільйон років тому.

## Географія і клімат
Цей район складається з більших східних і верхніх частин паралельних долин Внутрішнього Тераю Данг і Деухурі, а також оточуючих хребтів пагорбів і гір. Нижче за течією обидві долини перетинають район Банке. 
На півдні район межує з Уттар-Прадеш, штатом в Індії, сусідньою країною Непалу, а саме з районами Баларампур і Шравасті в Аваді. Оскільки міжнародний кордон проходить південним краєм крайнього передгір’я Сівалік, що називається хребтом Дудхва, у цьому районі немає Зовнішнього Тераю, що простягається на головну рівнину Гангу. Проникна геологія Сівалікс не сприяє утриманню вологи чи розвитку ґрунту, тому вони вкриті непродуктивним чагарниковим лісом. 

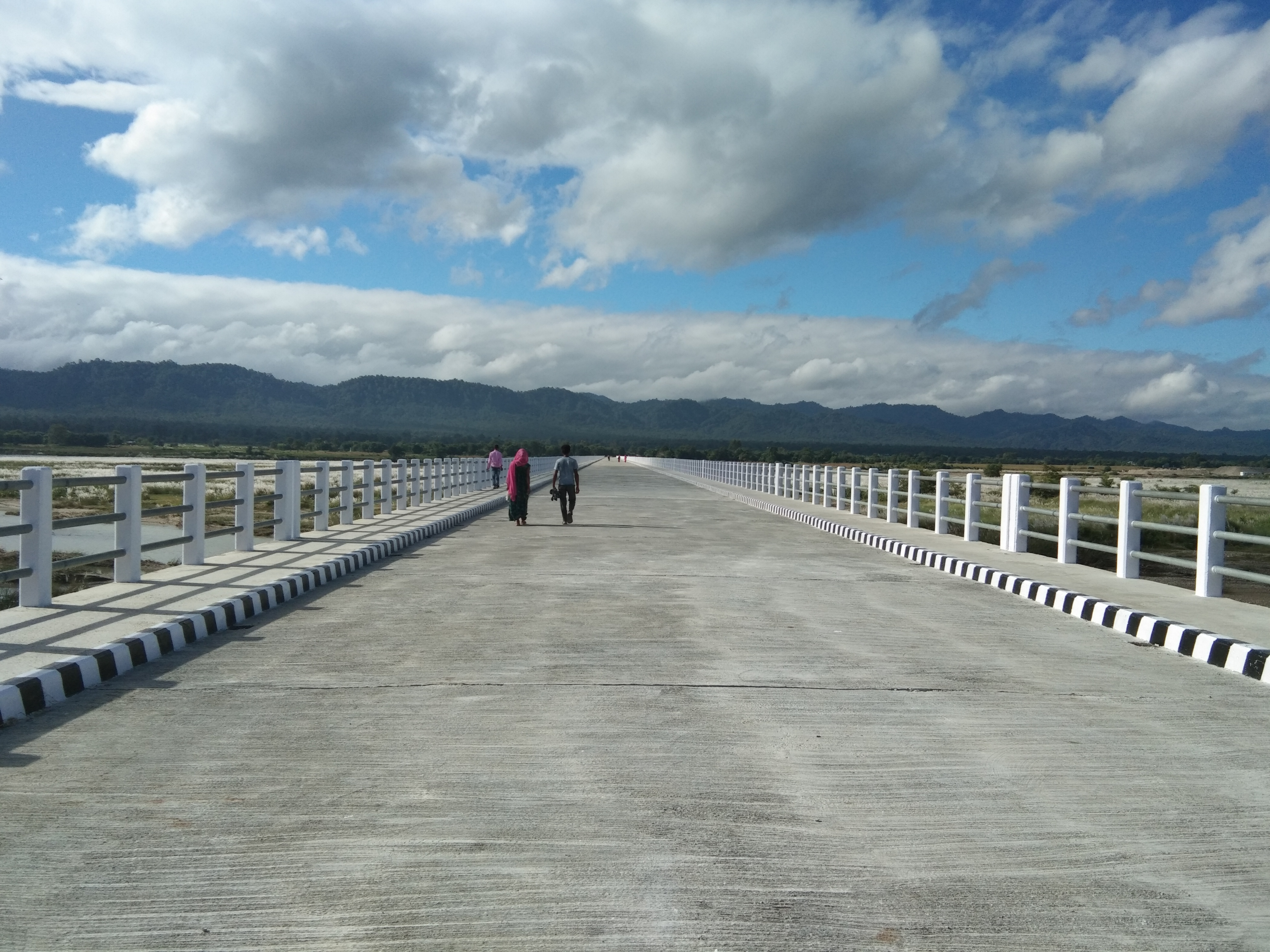
Другий за довжиною міст у Непалі через річку Рапті в районі Данг

| Кліматична зона   | Діапазон висоти                                | % площі |
| ----------------- | ---------------------------------------------- | ------- |
| Нижній тропічний  | нижче 300 метрів (1000 футів)                  | 18,1%   |
| Верхній тропічний | Від 300 до 1000 метрів Від 1000 до 3300 футів  | 69,9%   |
| Субтропічний      | Від 1000 до 2000 метрів Від 3300 до 6600 футів | 12,0%   |